# Котов (Черниговская область)
Котов (укр. Котів) — село в Козелецком районе Черниговской области Украины. Население составляет примерно 170 человек. Занимает площадь 1,326 км².
Код КОАТУУ: 7422087404. Почтовый индекс: 17043. Телефонный код: +380 4646.

## Власть
Орган местного самоуправления — Пархимовский сельский совет. Почтовый адрес: 17043, Черниговская обл., Козелецкий р-н, с. Пархимов, ул. Ленина, 14. Тел.: +380 (4646) 3-46-34.

## История
В XIX веке село Котов было в составе Волчковской волости Остерского уезда Черниговской губернии. В селе была Михайловская церковь.